# Mauricio Mayer
Mauricio Mayer est une localité rurale argentine située dans le département de Conhelo, dans la province de La Pampa. Sa zone rurale s'étend jusqu'au département Capital.

## Démographie
La localité compte 291 habitants (Indec, 2010), soit une diminution de 10,7 % par rapport au précédent recensement de 2001 qui comptait 326 habitants.